# كوري أوبراين
كوري أوبراين (بالإنجليزية: Cory O'Brien) هو مصارع هاوي أسترالي، ولد في 20 يونيو 1972.

## وصلات خارجية
- كوري أوبراين على موقع قاعدة بيانات المصارعة الدولية (الإنجليزية)
- كوري أوبراين على موقع أوليمبيديا (الإنجليزية)
- كوري أوبراين على موقع اللجنة الأولمبية الأسترالية (الإنجليزية)
- كوري أوبراين على موقع اتحاد ألعاب الكومنولث (مؤرشف) (الإنجليزية)